# Kim Ekdahl du Rietz
Kim Ekdahl du Rietz (Lund, 23 luglio 1989) è un ex pallamanista svedese.

## Palmarès
- Giochi olimpici

Londra 2012: argento.